# Kawaii
Kawaii (japoneză 可愛 い sau か わ い い) este inițial expresia japoneză pentru „adorabil”, „dulce”, „drăguț”, „copilăresc” sau „atractiv”. Acum reprezintă un concept estetic care accentuează inocența și copilăria și s-a extins în toate domeniile societății japoneze. În limbile occidentale, kawaii s-a impus ca denumirea unei estetici de curățenie cu influență japoneză. Potrivit omului de știință cultural Kazuma Yamane, s-a stabilit ca un întreg sistem de discurs. [1]
Începând cu anii 1970, blândețea, în special ca element de design, a devenit un aspect din ce în ce mai proeminent în multe domenii ale vieții și culturii japoneze. Inițial, acest lucru era deosebit de popular în rândul fetelor tinere: foloseau scrierea de mână kawaii, se împrieteneau cu personaje kawaii într-o cameră kawaii, pentru a ajunge ei înșiși cât mai mult kawaii. [1] De acolo, tendința s-a răspândit în întreaga societate. Până la sfârșitul anilor 1980, sa stabilit și ca discurs în Asia de Sud-Est, [1] în țările occidentale de la începutul mileniului.
Observatorii occidentali, în special, nu sunt familiarizați cu acest lucru, deoarece japonezii folosesc blândețea în multe situații în care ar fi privit ca fiind inadecvat copilăresc sau dubios în culturile occidentale, cum ar fi în publicațiile guvernamentale, avertismentele oficiale, mediile de birouri, publicitatea pentru companiile aeriene militare sau comerciale . Obligația de a abandona comportamentul copilaresc este mai puțin pronunțată în Japonia decât în Occident. [2] Accentul pus pe mascotele extrem de stilizate precum Pikachu sau Hello Kitty creează o suprafață de proiecție care nu oferă niciun feedback. Spre deosebire de personajele Disney, de exemplu, personajele japoneze kawaii au abia expresii faciale sau expresii faciale. În cazul Hello Kitty, acest lucru merge atât de departe încât figura nu mai are nici măcar o gură. [3]

Apariție
Pikachu pe un avion ANA
Kawaii pe coada unui avion de vânătoare japonez F-104
Elemente de „kawaii” pot fi găsite aproape oriunde în Japonia, de la magazine mari până la mici magazine de colț, de la guvern la consiliile județene. Adulții citesc, de asemenea, benzi desenate drăguțe în mijloacele de transport în comun, fără a fi surprinși, la fel cum băncile pot oferi clienților lor panda de pluș fără a fi considerați dubioși. Partidul Liberal Democrat a oferit cu succes păpuși alegătorilor săi adulți în timpul campaniei electorale. [4] Cântăreții de succes sunt mult mai puțin sexy și erotici decât în țările occidentale și, în schimb, se bazează pe o persoană drăguță și copilarească. [5]
Multe companii folosesc mascote drăguțe pentru a-și prezenta produsele și serviciile. De exemplu
laturile a trei avioane de pasageri All Nippon Airways erau decorate cu Pikachu, un personaj din Pokémon
trenurile sunt decorate cu imprimeuri în stilul Manga și Anime [6]
Asahi Bank folosește Miffy, un personaj dintr-o serie olandeză de cărți pentru copii, pe unele dintre cardurile sale bancare
Monchhichi, o drăguță maimuță, poate fi găsită pe ambalajul unei mărci de prezervative
toate cele 47 de prefecturi japoneze au o figură drăguță de mascotă
Yu-Pack, mascota Japanese Post, este o cutie poștală stilizată
Articolele drăguțe sunt populare în Japonia. Cei mai mari doi producători de astfel de bunuri sunt Sanrio (producătorul Hello Kitty) și San-X. Articolele de acest tip sunt populare atât pentru copiii japonezi, cât și pentru adulți.
Chiar și industria auto japoneză urmărește tendința kawaii încă din anii 1990 și oferă pachete retro cunoscute sub numele de paikuka pentru diferite mașini mici care amintesc de o față cu faruri rotunde și grătare mari pentru radiatoare (de exemplu, Daihatsu Mira Gino sau Subaru Vivio Bistro) ] 
Kawaii poate fi folosit și pentru a descrie gusturile modei. Aceasta include, de obicei, haine care sunt prea mici sau haine care să arate blândețea persoanei care le poartă sau să arate ca fiind făcute pentru copii. Volani și culori pastelate sunt de asemenea folosite foarte des, precum și jucării ca accesorii sau genți cu personaje de desene animate.
descoperă unicornul kawaii

Influența asupra altor culturi
Articolele Kawaii și alte produse Kawaii sunt populare și în alte părți din Asia de Est, cum ar fi RPC, Taiwan și Coreea. Termenul kawaii este bine cunoscut și este adesea folosit de fanii non-japonezi ai culturii pop japoneze (de exemplu, manga, anime sau J-pop). A apărut și în cultura pop occidentală recent, de exemplu în videoclipul muzical Harajuku Girls al lui Gwen Stefani. Stilul muzicii metalice kawaii este, de asemenea, popular în vest. Un stil yami-kawaii este, de asemenea, foarte popular în Occident.